# Купертаун (Теннессі)
Купертаун (англ. Coopertown) — місто (англ. town) в США, в окрузі Робертсон штату Теннессі. Населення — 4480 осіб (2020).

## Географія
Купертаун розташований за координатами 36°24′52″ пн. ш. 86°57′56″ зх. д. / 36.41444° пн. ш. 86.96556° зх. д. (36.414359, -86.965690).  За даними Бюро перепису населення США в 2010 році місто мало площу 81,57 км², уся площа — суходіл.

## Демографія
Згідно з переписом 2010 року, у місті мешкало 4278 осіб у 1482 домогосподарствах у складі 1240 родин. Густота населення становила 52 особи/км².  Було 1586 помешкань (19/км²).
Расовий склад населення:
| - 94,6 % — білих - 2,2 % — чорних або афроамериканців - 0,8 % — азіатів - 0,5 % — корінних американців |

До двох чи більше рас належало 1,2 %. Частка іспаномовних становила 2,0 % від усіх жителів.
За віковим діапазоном населення розподілялося таким чином: 26,8 % — особи молодші 18 років, 63,1 % — особи у віці 18—64 років, 10,1 % — особи у віці 65 років та старші. Медіана віку мешканця становила 39,6 року. На 100 осіб жіночої статі у місті припадало 102,2 чоловіків;  на 100 жінок у віці від 18 років та старших — 101,1 чоловіків також старших 18 років.
Середній дохід на одне домашнє господарство  становив 73 764 долари США (медіана — 62 375), а середній дохід на одну сім'ю — 75 980 доларів (медіана — 63 548). Медіана доходів становила 51 477 доларів для чоловіків та 41 085 доларів для жінок. За межею бідності перебувало 4,6 % осіб, у тому числі 8,2 % дітей у віці до 18 років та 0,0 % осіб у віці 65 років та старших.
Цивільне працевлаштоване населення становило 2118 осіб. Основні галузі зайнятості: освіта, охорона здоров'я та соціальна допомога — 16,8 %, виробництво — 13,4 %, роздрібна торгівля — 12,7 %.